# Ivica Dačić

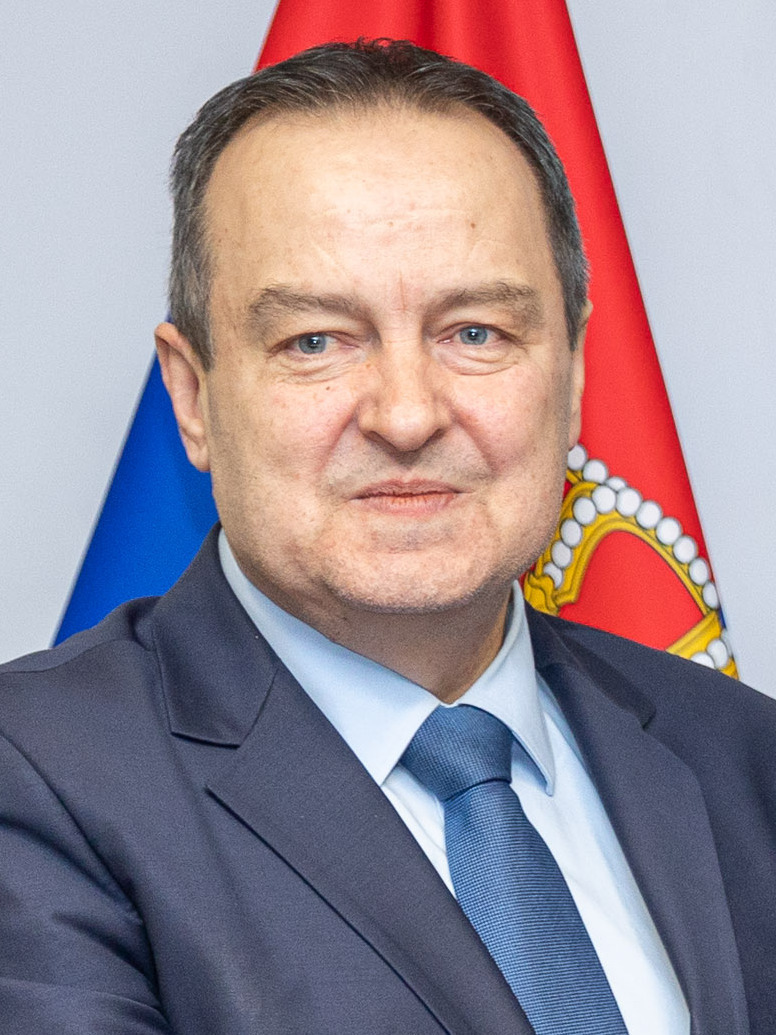
Ivica Dačić (2023)

Ivica Dačić (serbisch-kyrillisch Ивица Дачић; * 1. Januar 1966 in Prizren, SFR Jugoslawien, heute Kosovo) ist ein serbischer Politiker. Seit 2006 ist er der Parteivorsitzende der Sozialistischen Partei Serbiens (SPS). Von 2008 bis 2012 war er serbischer Innenminister und anschließend von Juli 2012 bis April 2014 dann serbischer Ministerpräsident. 2015 war er Vorsitzender der Organisation für Sicherheit und Zusammenarbeit in Europa (OSZE). Von Mai 2017 bis Juni 2017 sowie von März 2024 bis Mai 2024 war kommissarischer Ministerpräsident Serbiens.

## Leben

### Ausbildung, SPS-Pressesprecher und Präsidentschaftskandidat
Dačić besuchte das Gymnasium in Niš und die Fakultät für Politikwissenschaften der Universität Belgrad. Er war 1990 der erste Vorsitzende der jungen Sozialisten in Belgrad und Pressesprecher der Sozialistischen Partei zwischen 1992 und 2000, die von Slobodan Milošević gegründet worden war. In seiner Position als Pressesprecher dem Auftreten Milošević ähnelnd wurde ihm Anfang der 1990er Jahre, durch die Presse, der Spitzname „kleiner Slobo“ zuteil. Zwischen 2000 und 2003 war er Vorsitzender des Belgrader Stadtverbandes des Sozialisten. 2004 war Dačić Präsidentschaftskandidat. Er war zeitweise Abgeordneter des serbischen Parlaments sowie des Parlaments der Bundesrepublik Jugoslawien. Dačić war auch Vorsitzender des Basketballvereins Partizan Belgrad und stellvertretender Vorsitzender des Olympischen Komitees Serbiens.

### Regierungsmitglied
Von Oktober 2000 bis Januar 2001 war er serbischer Informationsminister in der Übergangsregierung bis zur ersten demokratischen Parlamentswahl Ende Dezember. Nach dem Tod von Slobodan Milošević wurde Dačić im Dezember 2006 dessen Nachfolger als Parteivorsitzender der Sozialistischen Partei Serbiens (SPS). Im Juli 2008 wurde er Vizepremier und Innenminister Serbiens.
Für Aufsehen sorgte seine Äußerung vom Mai 2011, eine Teilung des Kosovo sei auf Dauer die einzig sinnvolle Friedenslösung. SNS-Chef Tomislav Nikolić deutete Unterstützung an. Ivica Dačić betonte aber, dies sei seine rein private Meinung, auch die serbische Regierung distanzierte sich offiziell von seiner Äußerung.
Nach den Parlamentswahlen in Serbien 2012, bei denen Dačićs SPS ihren Stimmenanteil auf 14,54 % fast verdoppeln konnte, einigte Dačić sich mit dem zum Präsidenten gewählten Vorsitzenden der SNS Tomislav Nikolić und einigen kleineren Parteien im Juli 2012 auf eine neue Koalitionsregierung, bei der Dačić den Posten des Premierministers übernehmen sollte. Der bisherige Bündnispartner, die Demokratska Stranka (Demokratische Partei) des als pro-westlich geltenden ehemaligen Präsidenten Boris Tadić, wurde damit auf die Oppositionsrolle verwiesen. Am 27. Juli 2012 wurde Dačić nach einer circa zwölfstündigen, teilweise tumultartigen Debatte zum Ministerpräsidenten Serbiens gewählt. Zu seinen engsten politischen Beratern zählt Ivica Tončev. Er hatte das Amt bis zum 27. April 2014 inne. Anschließend wurde er Außenminister.
2015 hatte Dačić in seiner Funktion als serbischer Außenminister den Vorsitz der OSZE inne. Dačić übernahm das Amt von Didier Burkhalter, dem Vorsteher des Eidgenössischen Departements für auswärtige Angelegenheiten, und übergab an Frank-Walter Steinmeier, dem deutschen Bundesminister des Auswärtigen. Durch die OSZE-Troika, ein Konstrukt um Kontinuität in den Vorsitz der OSZE zu bringen, arbeitet er während seines Vorsitzes besonders eng mit diesen beiden Außenministern zusammen.
Von Mai 2017 bis Juni 2017 sowie von März 2024 bis Mai 2024 war er jeweils kommissarisch erneut Ministerpräsident Serbiens.

### Kritik
Als Sprecher der Regierung von Slobodan Milošević kritisierte Dačić mehrmals Deutschland für den NATO-Krieg auf dem Balkan und bezeichnete die Deutschen als „völkermordendes Volk“. Später distanzierte er sich von seiner vormals kritischen Haltung zur westlichen Kriegspolitik und bestritt, diese in serbischen Medien veröffentlichten und seinerzeit von ihm nicht angefochtenen Sätze gesagt zu haben. Scharfe Kritik erntete Dačić auch für seine Einschätzung im Januar 2000, als er den Kriegsverbrecher Željko Ražnatović (genannt Arkan) einen „serbischen Patrioten“ nannte. Bereits im September 1997 wurde Ražnatović vom Internationalen Strafgerichtshof für das ehemalige Jugoslawien u. a. wegen Völkermordes angeklagt.
Anfang 2013 wurde Kritik an Dačić laut, als dieser einräumte 2008, als Innenminister, Kontakt mit einem führenden Mitglied des Drogenrings um Darko Šarić gehabt zu haben. Laut dem Sender B92 habe Dačić ihn zweimal getroffen. Dačić betonte, nicht gewusst zu haben, dass es sich bei seinem Gesprächspartner um ein Mitglied der organisierten Kriminalität gehandelt habe. Er kritisierte die Polizei, ihn damals nicht über den Verdacht informiert zu haben. 2012 wurde bekannt, dass Šarić ein Kopfgeld von 10 Millionen Euro für den Mord an sechs serbischen Regierungsmitgliedern, darunter auch Dačić, ausgesetzt hatte, welche Šarić für den Zusammenbruch seines Drogenimperiums verantwortlich machte.

### Familie
Ivica Dačić ist verheiratet und Vater zweier Kinder. Neben seiner Muttersprache spricht er Englisch und Russisch.